# NGC 1390
NGC 1390 est une galaxie spirale barrée située dans la constellation de l'Éridan. NGC 1390 a été découverte par l'astronome américain Frank Müller en 1886.

## Caractéristiques
Sa vitesse par rapport au fond diffus cosmologique est de 1 083 ± 15 km/s, ce qui correspond à une distance de Hubble de 16,0 ± 1,1 Mpc (∼52,2 millions d'al).
La classe de luminosité de NGC 1390 est I et elle présente une large raie HI.

## Groupe de NGC 1370
NGC 1390 fait partie d'un trio de galaxies, le groupe de NGC 1370. L'autre galaxie du trio est NGC 1362. Le groupe de NGC 1370 est aussi membre de l'amas de l'Éridan